# Università Carlos III
Fondata nel 1989, l'Università Carlo III di Madrid (Universidad Carlos III de Madrid-UC3M) è una delle sei università pubbliche della Comunità autonoma di Madrid con la Complutense (UCM), l'Università Autonoma di Madrid (UAM), l'Università Politecnica di Madrid (UPM), l'Università di Alcalá (UAH) e l'Università Rey Juan Carlos (URJC).
Si tratta di un'istituzione dalle dimensioni contenute (circa 17 000 studenti), che informa il suo operato ai principi promulgati dall'Institución Libre de Enseñanza, l'esperienza pedagogica ispirata al krausismo che ebbe luogo in Spagna tra il 1876 e il 1939, di cui fu primo fautore Julián Sanz del Río. È inoltre tra le prime ad essersi conformata al Processo di Bologna.
Si compone di tre campus distribuiti in altrettante località della comunità madrilena (Leganés, Getafe, Colmenarejo). Offre circa 40 corsi di laurea a indirizzo tecnico, giuridico, socioeconomica e umanistico, oltre alle subaree di comunicazione (giornalismo e comunicazione audiovisuale), biblioteconomia e documentazione.
Oltre che per le piccole dimensioni, la Carlos III si distingue delle altre università madrilene per una serie di caratteristiche: tutti gli studenti devono frequentare almeno un corso impartito nella facoltà di Humanidades, il rapporto tra docenti e alunni è stretto e comporta anche una valutazione dei secondi nei confronti dei primi (al termine di ogni quadrimestre). Si stima che il 98% dei laureati trovi lavoro nel primo anno successivo alla conclusione degli studi.
L'Università è stata accreditata AACSB per la qualità della ricerca e si posiziona tra i migliori atenei di Spagna.
Tra i rettori si annovera l'ex deputato socialista Gregorio Peces-Barba, uno degli autori della Costituzione del 1978.

## Motto
Il suo motto è Homo homini sacra res (L'uomo è qualcosa di sacro per l'uomo), libero adattamento ispirato alla celebre citazione di Plauto Homo homini lupus est (L'uomo è un lupo per l'uomo). 

## Campus di Getafe

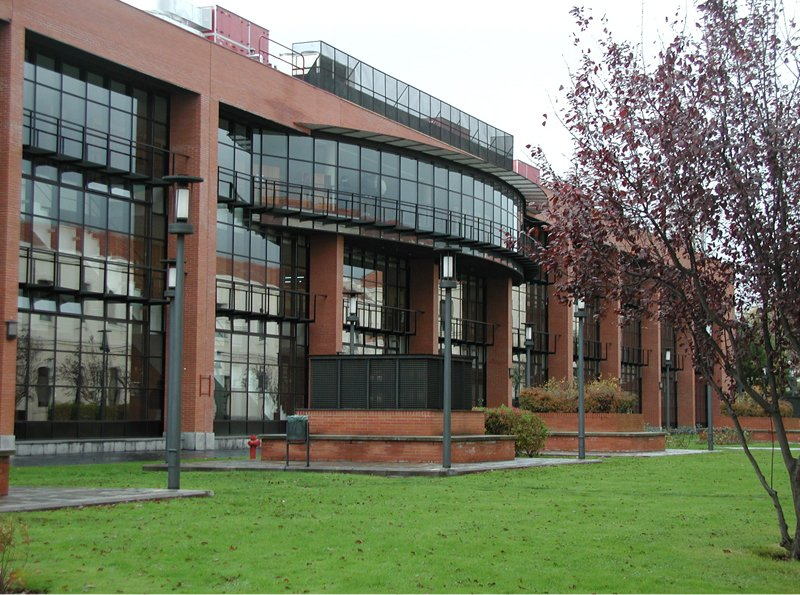
Facoltà di Scienze Sociali e Giuridiche del campus di Getafe dell'Università Carlos III

Questo campus è situato nella zona nord della località madrilena di Getafe. È il maggiore in grandezza dei tre campus universitari. Consta di 17 edifici, due facoltà, due biblioteche e tre caffetterie. Secondo la numerazione dell'università, nella facoltà di Scienze Sociali e Giuridiche si trovano gli edifici dall'1 al 13, il numero 15 appartiene alla facoltà di Humanidades, il 14, il 16 e il 17 appartengono alla facoltà di Comunicazione.

## Campus di Leganés

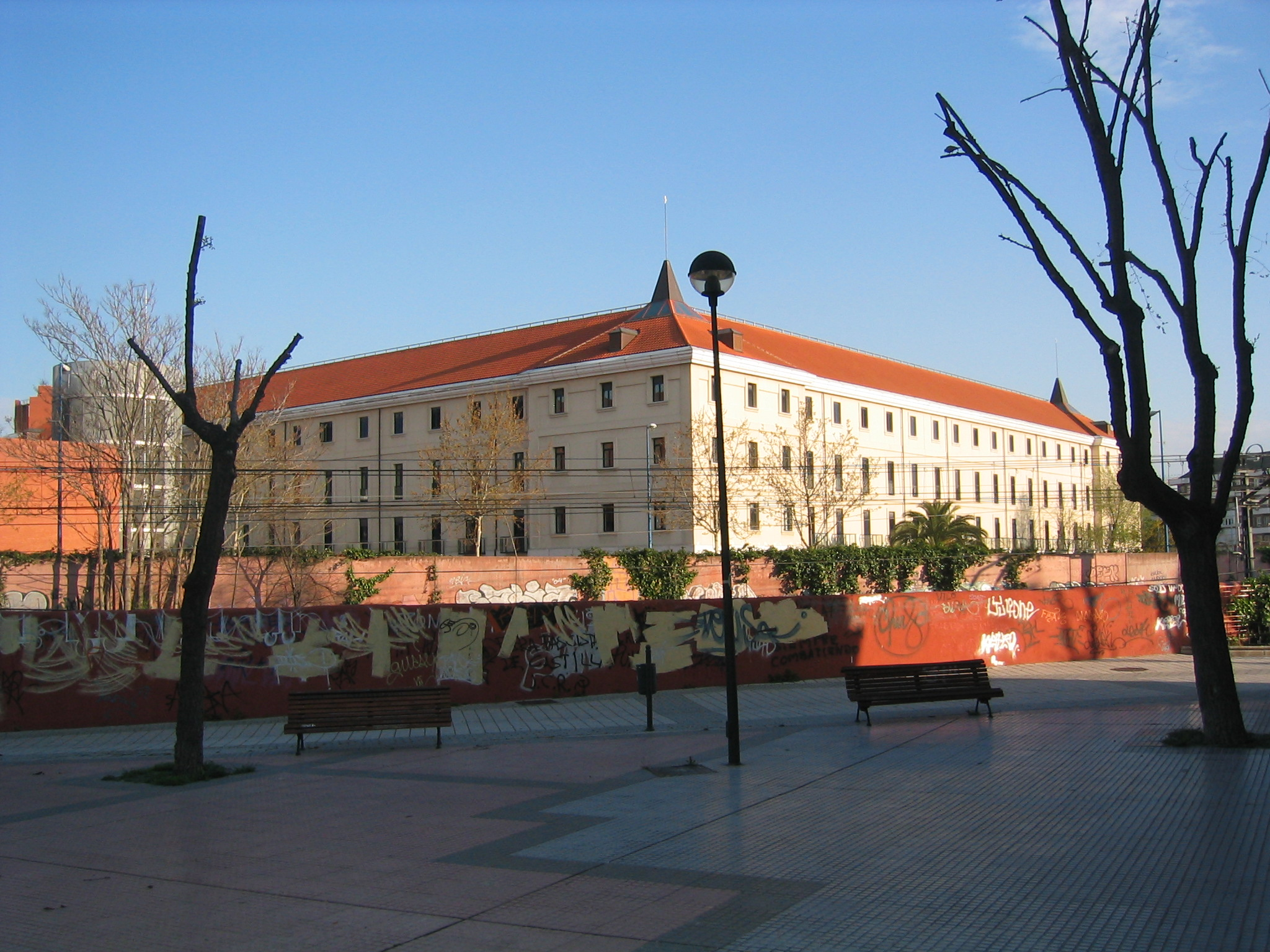
Scuola Politecnica Superiore dell'Università Carlos III vista da San Nicasio

Situato nella città di Leganés, al suo interno si trova la Scola Politecnica Superiore. All'interno dei suoi edifici si incontrano una biblioteca con sala lettura, un fondo specializzato, materiale audiovisuale e un laboratorio linguistico. Inoltre consta di un auditorio e un centro polisportivo.

## Campus di Colmenarejo

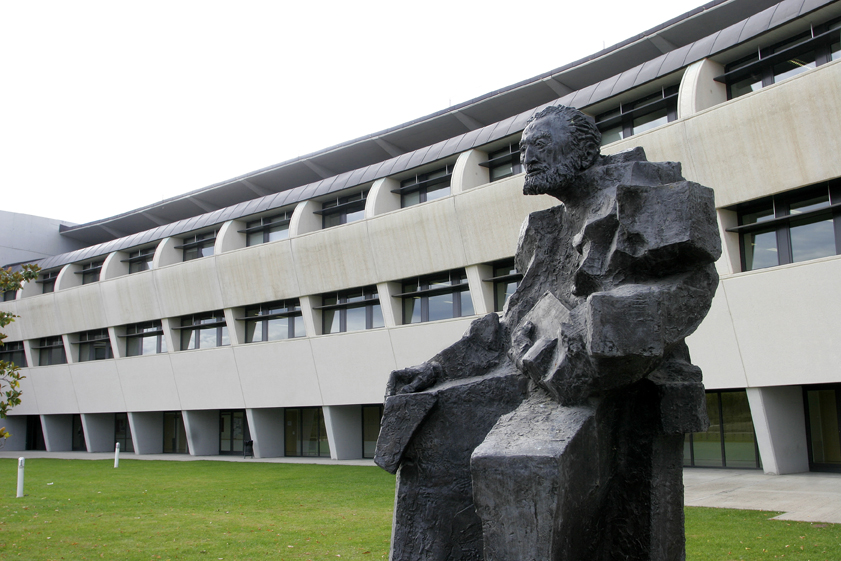
Immagine esterna del Campus di Colmenarejo

Il campus di Colmanerejo si trova nella Sierra Ovest di Madrid. In questo centro si impartiscono alcune lezioni delle facoltà di Scienze Sociali e Giuridiche, Humanidades, Comunicazione e Documentazione, e la Scuola Politecnoca Superiore.
Tra i suoi servizi include la Biblioteca "Menéndez Pidal", con un fondo specializzato di 30.000 volumi, aule studio, ricerca e lavoro, emeroteca, collezioni cinematografiche, corsi di lingue, viaggi e studi locali.

## Programma estivo
L'università Carlos III presenta un programma estivo con corsi i cui temi vengono cambiati ogni anno con lo scopo di promuovere la conoscenza scientifica, il recupero della memoria storica e l'esercizio del pensiero critico che offre gli strumenti per l'analisi dell'attualità informativa. I corsi estivi hanno luogo in due sedi differenti: il campus di Colmenarejo situato al nord-ovest di Madrid e il municipio di Villablino, nella Provincia di León, questi ultimi con la collaborazione dell'Università di León. Questo programma offre agli studenti l'opportunità di ottenere crediti di Humanidades per aver frequentato i corsi del programma.

## Auditorio Padre Soler
Il campus di Leganés comprende un auditorium avente una capienza di oltre mille posti, giudicato all'avanguardia in termini di capacità acustiche, visuale dagli spalti e dotazioni tecniche. Da settembre 2006, previo accordo tra il Teatro Real e l'Università Carlos III di Madrid, i membri della comunità universitaria possono assistere a prime di opera, concerti musicali e spettacoli di danza specificamente allestiti alla sala Padre Soler.